# Atletism la Jocurile Olimpice de vară din 1984
Probele sportive de atletism la Jocurile Olimpice de vară din 1984 s-au desfășurat în perioada 3 - 11 august 1984 la Los Angeles, Statele Unite ale Americii. Au fost 41 de probe sportive, în care au concurat 1273 de sportivi, din 124 de țări.

## Stadionul Olimpic
Probele au avut loc pe Los Angeles Memorial Coliseum. Acesta a fost inaugurat în anul 1923 și a găzduit deja Jocurile Olimpice de vară din 1932.

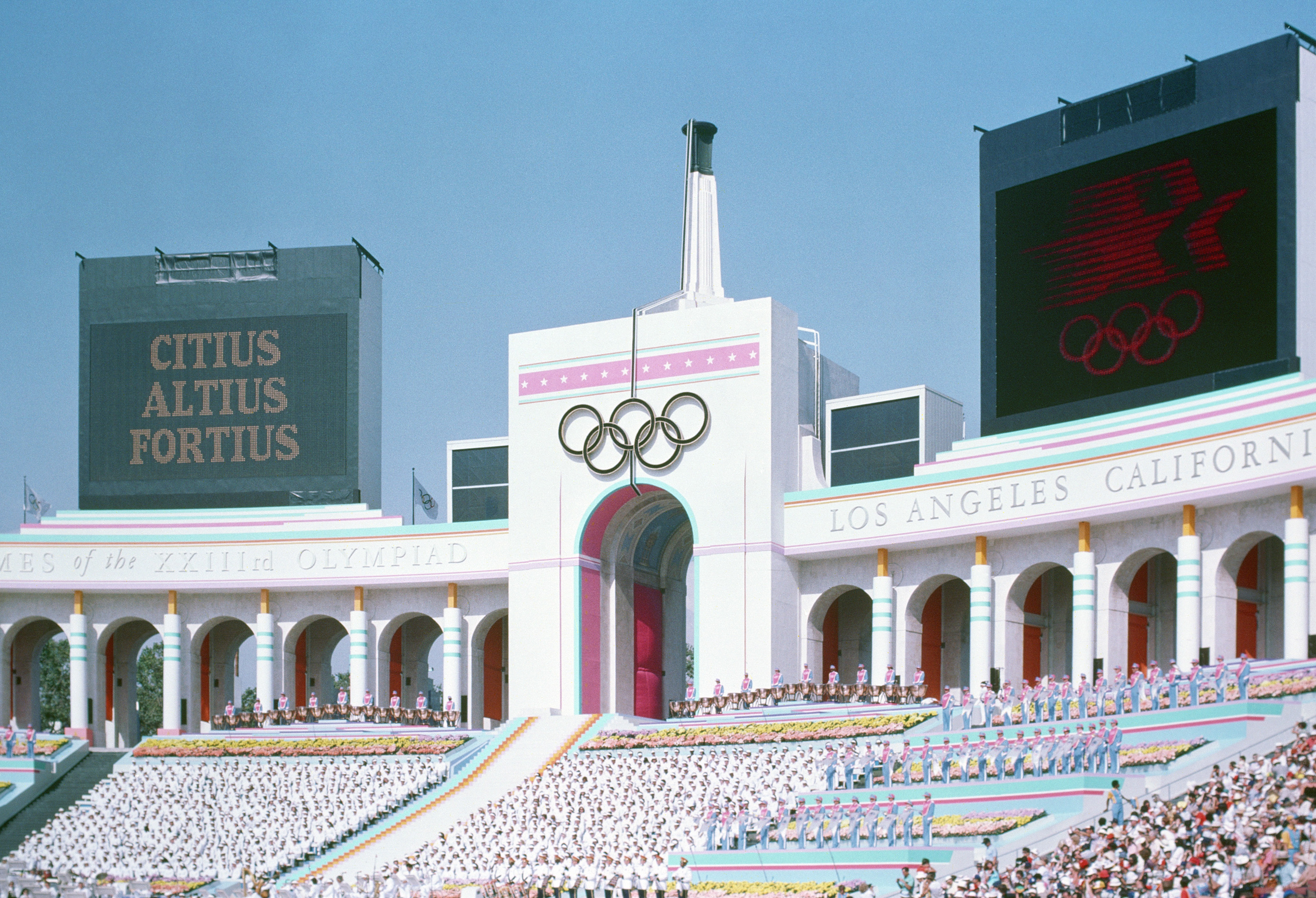
Turnul flăcării olimpice
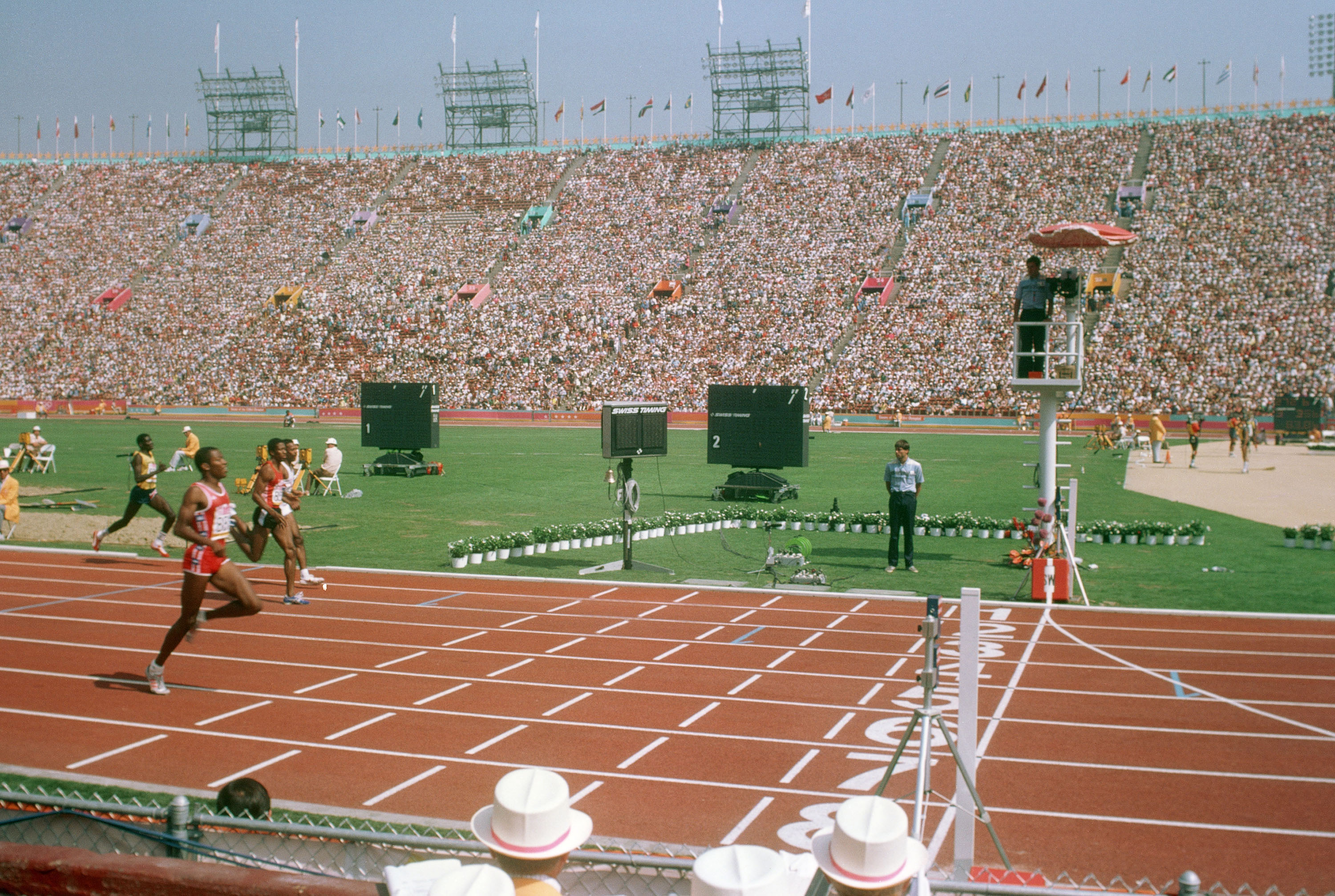
400 m

## Probe sportive

### Masculin
| Event                        | Aur | Aur         | Argint                                                                                  | Argint   | Bronz                                                                           | Bronz    |
| 100 m detalii                | Carl Lewis (USA) | 9,99        | Sam Graddy (USA)                                                                        | 10,19    | Ben Johnson (CAN)                                                               | 10,22    |
| 200 m detalii                | Carl Lewis (USA) | 19,80 RO    | Kirk Baptiste (USA)                                                                     | 19,96    | Thomas Jefferson (USA)                                                          | 20,26    |
| 400 m detalii                | Alonzo Babers (USA) | 44,27       | Gabriel Tiacoh (CIV)                                                                    | 44,54    | Antonio McKay (USA)                                                             | 44,71    |
| 800 m detalii                | Joaquim Cruz (BRA) | 1:43,00 RO  | Sebastian Coe (GBR)                                                                     | 1:43,64  | Earl Jones (USA)                                                                | 1:43,83  |
| 1500 m detalii               | Sebastian Coe (GBR) | 3:32,53 RO  | Steve Cram (GBR)                                                                        | 3:33,40  | José Manuel Abascal (ESP)                                                       | 3:34,30  |
| 5000 m detalii               | Saïd Aouita (MAR) | 13:05,59 RO | Markus Ryffel (SUI)                                                                     | 13:07,54 | António Leitão (POR)                                                            | 13:09,20 |
| 10000 m detalii              | Alberto Cova (ITA) | 27:47,54    | Mike McLeod (GBR)                                                                       | 28:06,22 | Mike Musyoki (KEN)                                                              | 28:06,46 |
| 110 m garduri detalii        | Roger Kingdom (USA) | 13,20 RO    | Greg Foster (USA)                                                                       | 13,23    | Arto Bryggare (FIN)                                                             | 13,40    |
| 400 m garduri detalii        | Edwin Moses (USA) | 47,75       | Danny Harris (USA)                                                                      | 48,13    | Harald Schmid (FRG)                                                             | 48,19    |
| 3000 m obstacole detalii     | Julius Korir (KEN) | 8:11,80     | Joseph Mahmoud (FRA)                                                                    | 8:13,31  | Brian Diemer (USA)                                                              | 8:14,06  |
| 4×100 m detalii              | Statele Unite ale Americii (USA) · Sam Graddy · Ron Brown · Calvin Smith · Carl Lewis                                        | 37,83 RM    | Jamaica (JAM) · Al Lawrence · Greg Meghoo · Don Quarrie · Ray Stewart · Norman Edwards* | 38,62    | Canada (CAN) · Ben Johnson · Tony Sharpe · Desai Williams · Sterling Hinds      | 38,70    |
| 4×400 m detalii              | Statele Unite ale Americii (USA) · Sunder Nix · Ray Armstead · Alonzo Babers · Antonio McKay · Walter McCoy* · Willie Smith* | 2:57,91     | Marea Britanie (GBR) · Kriss Akabusi · Garry Cook · Todd Bennett · Phil Brown           | 2:59,13  | Nigeria (NGR) · Sunday Uti · Moses Ugbusien · Rotimi Peters · Innocent Egbunike | 2:59,32  |
| Maraton detalii              | Carlos Lopes (POR) | 2:09:21 RO  | John Treacy (IRL)                                                                       | 2:09:56  | Charlie Spedding (GBR)                                                          | 2:09:58  |
| 20 km marș detalii           | Ernesto Canto (MEX) | 1:23:13     | Raúl González (MEX)                                                                     | 1:23:20  | Maurizio Damilano (ITA)                                                         | 1:23:26  |
| 50 km marș detalii           | Raúl González (MEX) | 3:47:26     | Bo Gustafsson (SWE)                                                                     | 3:53:19  | Sandro Bellucci (ITA)                                                           | 3:53:45  |
| Săritura în înălțime detalii | Dietmar Mögenburg (FRG) | 2,35 m      | Patrik Sjöberg (SWE)                                                                    | 2,33 m   | Jianhua Zhu (CHN)                                                               | 2,31 m   |
| Săritura cu prăjina detalii  | Pierre Quinon (FRA) | 5,75 m      | Mike Tully (USA)                                                                        | 5,65 m   | Earl Bell (USA)                                                                 | 5,60 m   |
| Săritura cu prăjina detalii  | Pierre Quinon (FRA) | 5,75 m      | Mike Tully (USA)                                                                        | 5,65 m   | Thierry Vigneron (FRA)                                                          | 5,60 m   |
| Săritura în lungime detalii  | Carl Lewis (USA) | 8,54 m      | Gary Honey (AUS)                                                                        | 8,24 m   | Giovanni Evangelisti (ITA)                                                      | 8,24 m   |
| Triplusalt detalii           | Al Joyner (USA) | 17,26 m     | Mike Conley (USA)                                                                       | 17,18 m  | Keith Connor (GBR)                                                              | 16,87 m  |
| Aruncarea greutății detalii  | Alessandro Andrei (ITA) | 21,26 m     | Michael Carter (USA)                                                                    | 21,09 m  | Dave Laut (USA)                                                                 | 20,97 m  |
| Aruncarea discului detalii   | Rolf Danneberg (FRG) | 66,60 m     | Mac Wilkins (USA)                                                                       | 66,30 m  | John Powell (USA)                                                               | 65,46 m  |
| Aruncarea ciocanului detalii | Juha Tiainen (FIN) | 78,08 m     | Karl-Hans Riehm (FRG)                                                                   | 77,98 m  | Klaus Ploghaus (FRG)                                                            | 76,68 m  |
| Aruncarea suliței detalii    | Arto Härkönen (FIN) | 86,76 m     | David Ottley (GBR)                                                                      | 85,74 m  | Kenth Eldebrink (SWE)                                                           | 83,72 m  |
| Decatlon detalii             | Daley Thompson (GBR) | 8798 =RM    | Jürgen Hingsen (FRG)                                                                    | 8673     | Siegfried Wentz (FRG)                                                           | 8412     |

* Atletul a participat doar în probele calificatorii, dar nu și în finală, obținând totuși o medalie.

### Feminin
| Probă sportivă               | Aur | Aur     | Argint                                                                                                 | Argint  | Bronz | Bronz   |
| 100 m detalii                | Evelyn Ashford (USA) | 10,97   | Alice Brown (USA)                                                                                      | 11,13   | Merlene Ottey (JAM) | 11,16   |
| 200 m detalii                | Valerie Brisco-Hooks (USA) | 21,81   | Florence Griffith (USA)                                                                                | 22,04   | Merlene Ottey (JAM) | 22,09   |
| 400 m detalii                | Valerie Brisco-Hooks (USA) | 48,83   | Chandra Cheeseborough (USA)                                                                            | 49,05   | Kathy Smallwood-Cook (GBR) | 49,42   |
| 800 m detalii                | Doina Melinte (ROU) | 1:57,60 | Kim Gallagher (USA)                                                                                    | 1:58,63 | Fița Lovin (ROU) | 1:58,83 |
| 1500 m detalii               | Gabriella Dorio (ITA) | 4:03,25 | Doina Melinte (ROU)                                                                                    | 4:03,76 | Maricica Puică (ROU) | 4:04,15 |
| 3000 m detalii               | Maricica Puică (ROU) | 8:35,96 | Wendy Smith-Sly (GBR)                                                                                  | 8:39,47 | Lynn Williams (CAN) | 8:42,14 |
| 100 m garduri detalii        | Benita Fitzgerald (USA) | 12,84   | Shirley Strong (GBR)                                                                                   | 12,88   | Michèle Chardonnet (FRA) | 13,06   |
| 100 m garduri detalii        | Benita Fitzgerald (USA) | 12,84   | Shirley Strong (GBR)                                                                                   | 12,88   | Kim Turner (USA) | 13,06   |
| 400 m garduri detalii        | Nawal El Moutawakel (MAR) | 54,61   | Judi Brown (USA)                                                                                       | 55,20   | Cristina Cojocaru (ROU) | 55,41   |
| 4×100 m detalii              | Statele Unite ale Americii (USA) · Alice Brown · Jeanette Bolden · Chandra Cheeseborough · Evelyn Ashford                                            | 41,65   | Canada (CAN) · Angela Bailey · Marita Payne · Angella Taylor-Issajenko · France Gareau                 | 42,77   | Marea Britanie (GBR) · Simmone Jacobs · Kathy Smallwood-Cook · Beverley Goddard · Heather Hunte                                               | 43,11   |
| 4×400 m detalii              | Statele Unite ale Americii (USA) · Lillie Leatherwood · Sherri Howard · Valerie Brisco-Hooks · Chandra Cheeseborough · Diane Dixon* · Denean Howard* | 3:18,29 | Canada (CAN) · Charmaine Crooks · Jillian Richardson · Molly Killingbeck · Marita Payne · Dana Wright* | 3:21,21 | Germania de Vest (FRG) · Heike Schulte-Mattler · Ute Thimm · Heide-Elke Gaugel · Gaby Bußmann · Nicole Leistenschneider* · Christina Sussiek* | 3:22,98 |
| Maraton detalii              | Joan Benoit (USA) | 2:24:52 | Grete Waitz (NOR)                                                                                      | 2:26:18 | Rosa Mota (POR) | 2:26:57 |
| Săritura în înălțime detalii | Ulrike Meyfarth (FRG) | 2,02 m  | Sara Simeoni (ITA)                                                                                     | 2,00 m  | Joni Huntley (USA) | 1,97 m  |
| Săritura în lungime detalii  | Anișoara Cușmir-Stanciu (ROU) | 6,96 m  | Vali Ionescu (ROU)                                                                                     | 6,81 m  | Susan Hearnshaw (GBR) | 6,80 m  |
| Aruncarea greutății detalii  | Claudia Losch (FRG) | 20,48 m | Mihaela Loghin (ROU)                                                                                   | 20,47 m | Gael Martin (AUS) | 19,19 m |
| Aruncarea discului detalii   | Ria Stalman (NED) | 65,36 m | Leslie Deniz (USA)                                                                                     | 64,86 m | Florența Crăciunescu (ROU) | 63,64 m |
| Aruncarea suliței detalii    | Tessa Sanderson (GBR) | 69,56 m | Tiina Lillak (FIN)                                                                                     | 69,00 m | Fatima Whitbread (GBR) | 67,14 m |
| Heptatlon detalii            | Glynis Nunn (AUS) | 6390    | Jackie Joyner (USA)                                                                                    | 6385    | Sabine Everts (FRG) | 6363    |

* Atleta a participat doar în probele calificatorii, dar nu și în finală, obținând totuși o medalie.

## Clasament pe medalii
| Loc   | Țară                       | Aur | Argint | Bronz | Total |
| ----- | -------------------------- | --- | ------ | ----- | ----- |
| 1     | Statele Unite ale Americii | 16  | 15     | 9     | 40    |
| 2     | Germania de Vest           | 4   | 2      | 5     | 11    |
| 3     | Marea Britanie             | 3   | 7      | 6     | 16    |
| 4     | România                    | 3   | 3      | 4     | 10    |
| 5     | Italia                     | 3   | 1      | 3     | 7     |
| 6     | Finlanda                   | 2   | 1      | 1     | 4     |
| 7     | Mexic                      | 2   | 1      | 0     | 3     |
| 8     | Maroc                      | 2   | 0      | 0     | 2     |
| 9     | Franța                     | 1   | 1      | 2     | 4     |
| 10    | Australia                  | 1   | 1      | 1     | 3     |
| 11    | Portugalia                 | 1   | 0      | 2     | 3     |
| 12    | Kenya                      | 1   | 0      | 1     | 2     |
| 13    | Brazilia                   | 1   | 0      | 0     | 1     |
| 13    | Olanda                     | 1   | 0      | 0     | 1     |
| 15    | Canada                     | 0   | 2      | 3     | 5     |
| 16    | Suedia                     | 0   | 2      | 1     | 3     |
| 17    | Jamaica                    | 0   | 1      | 2     | 3     |
| 18    | Coasta de Fildeș           | 0   | 1      | 0     | 1     |
| 18    | Irlanda                    | 0   | 1      | 0     | 1     |
| 18    | Norvegia                   | 0   | 1      | 0     | 1     |
| 18    | Elveția                    | 0   | 1      | 0     | 1     |
| 22    | China                      | 0   | 0      | 1     | 1     |
| 22    | Nigeria                    | 0   | 0      | 1     | 1     |
| 22    | Spania                     | 0   | 0      | 1     | 1     |
| Total | Total                      | 41  | 41     | 43    | 125   |